# Thomas Browne

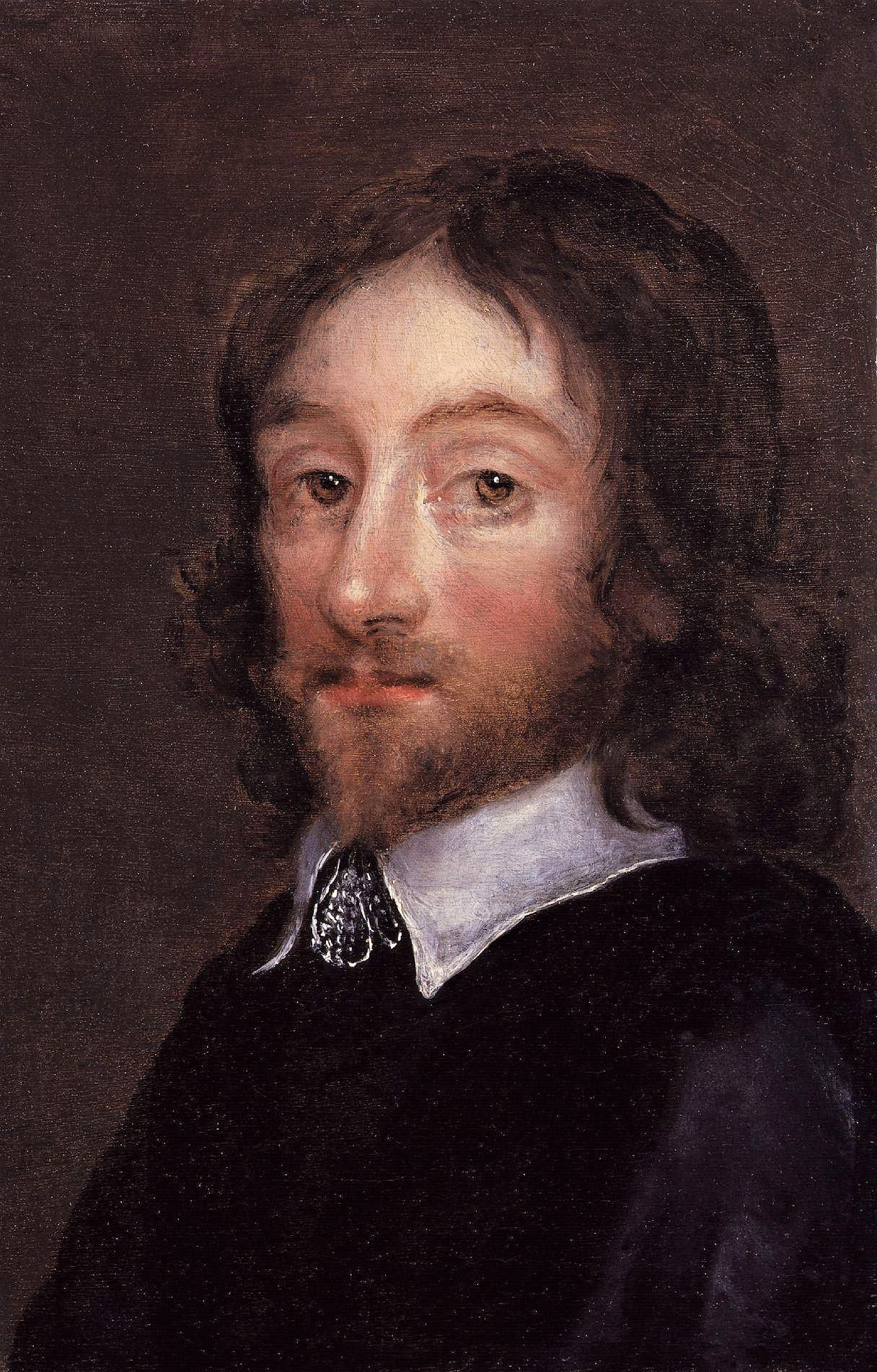
Sir Thomas Browne

Thomas Browne (ur. 19 października 1605 w Londynie, zm. 19 października 1682 w Norwich) – angielski lekarz, pisarz i uczony. 
Zwolennik tolerancji religijnej, krytyk przesądów i zabobonów, autor dzieła krytycznego wobec religii pt. Religia lekarza.
W erudycyjnych, przenikniętych sceptycyzmem rozprawach religijno-filozoficznych, pisanych po łacinie i po angielsku, (Religio Medici 1642, Pseudodoxia Epidemica, or, Enquiries into Very many received Tenets, and commonly presumed truths 1646, The Garden of Cyrus, or the Quincunciall Lozenge, or Net-Work Plantations of the Ancients 1658, Christian Morals 1716) dał wyraz swemu antyortodoksyjnemu i poetyckiemu widzeniu świata. W jego dziełach odnotowano pierwsze użycie słów komputer (computer) i elektryczność (electricity), jednakże w różnym od dzisiejszego znaczeniu.
W dziele Pseudodoxia Epidemica..., znanym też jako Vulgar Errors, rozprawił się z bestiariuszami jako źródłem informacji o świecie.

## Wybrane dzieła
- Religio Medici. Religia lekarza, przeł. Justyna Czekajewska i Adam Grzeliński, Toruń: Wydawnictwo Naukowe UMK, 2022.
- Traktat o urnach (fragm.), przeł. Emilia Olechnowicz, "Zeszyty Literackie" 2012, nr 2, s. 93-94.